# Biblioteche riunite Civica e A. Ursino Recupero
Le Biblioteche Riunite "Civica e A. Ursino Recupero" nascono nel 1931 dalla fusione della Biblioteca Civica di Catania con la Biblioteca del barone Antonio Ursino Recupero.

## Ubicazione

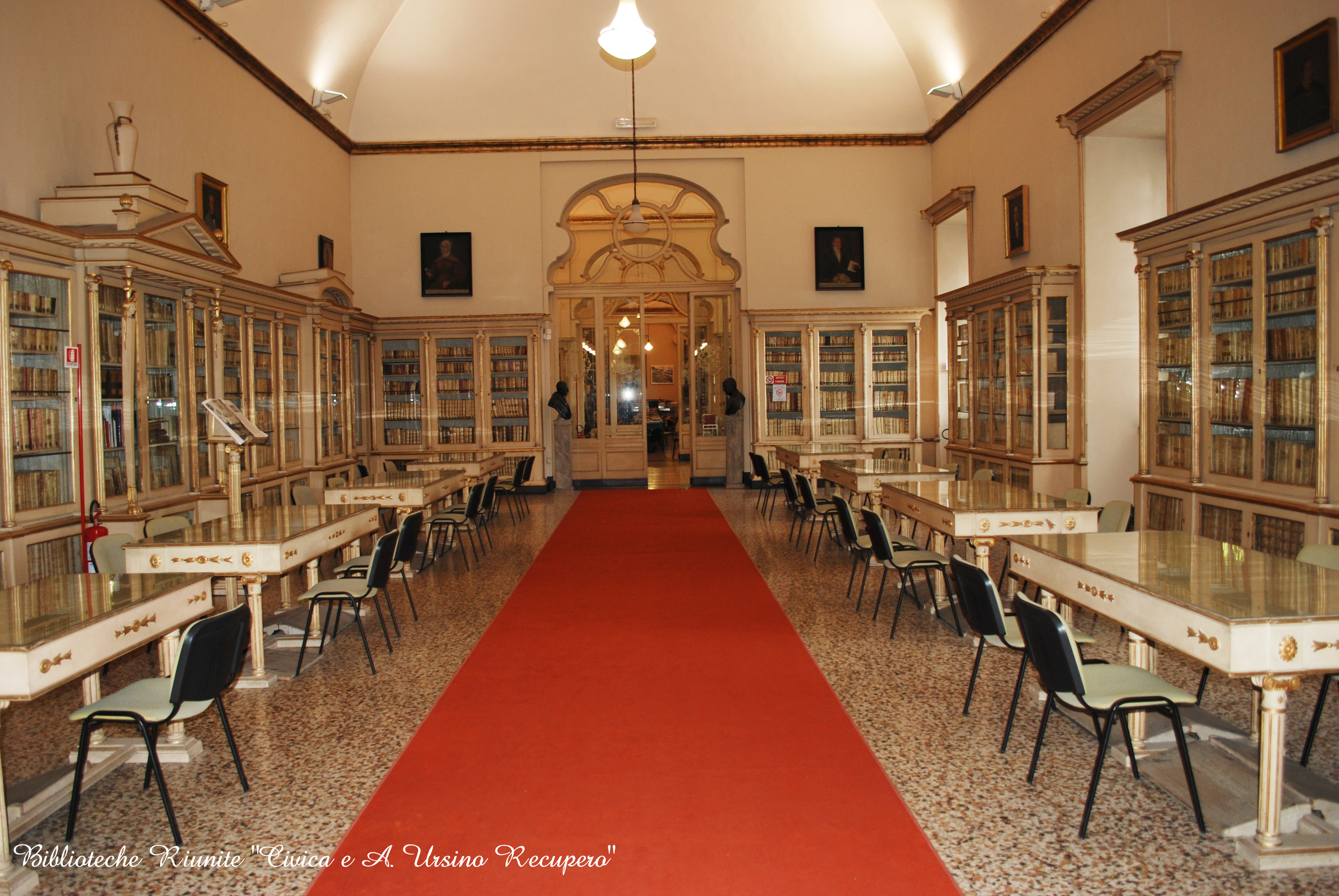
Sala lettura.

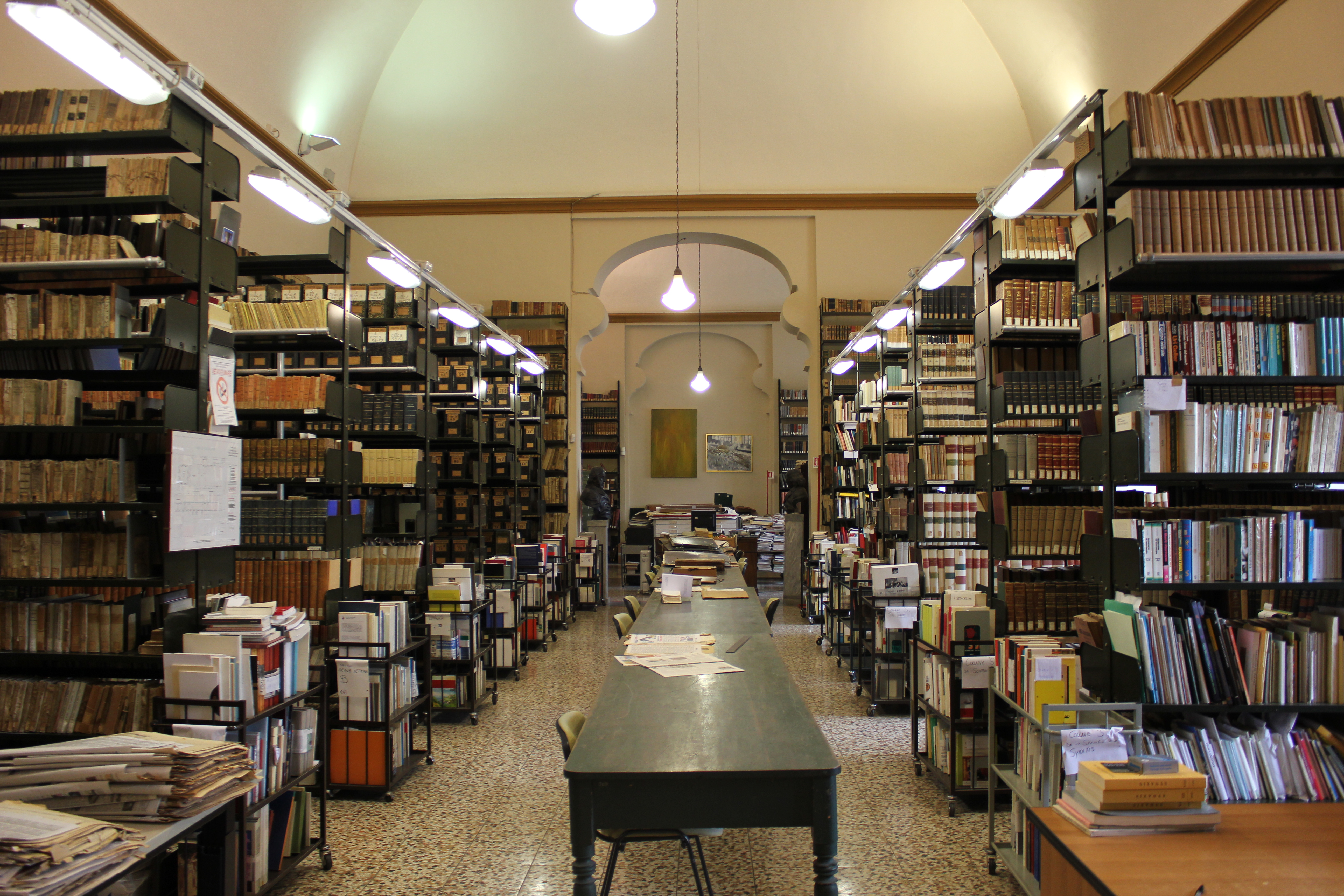
Sala "Ursino Recupero".

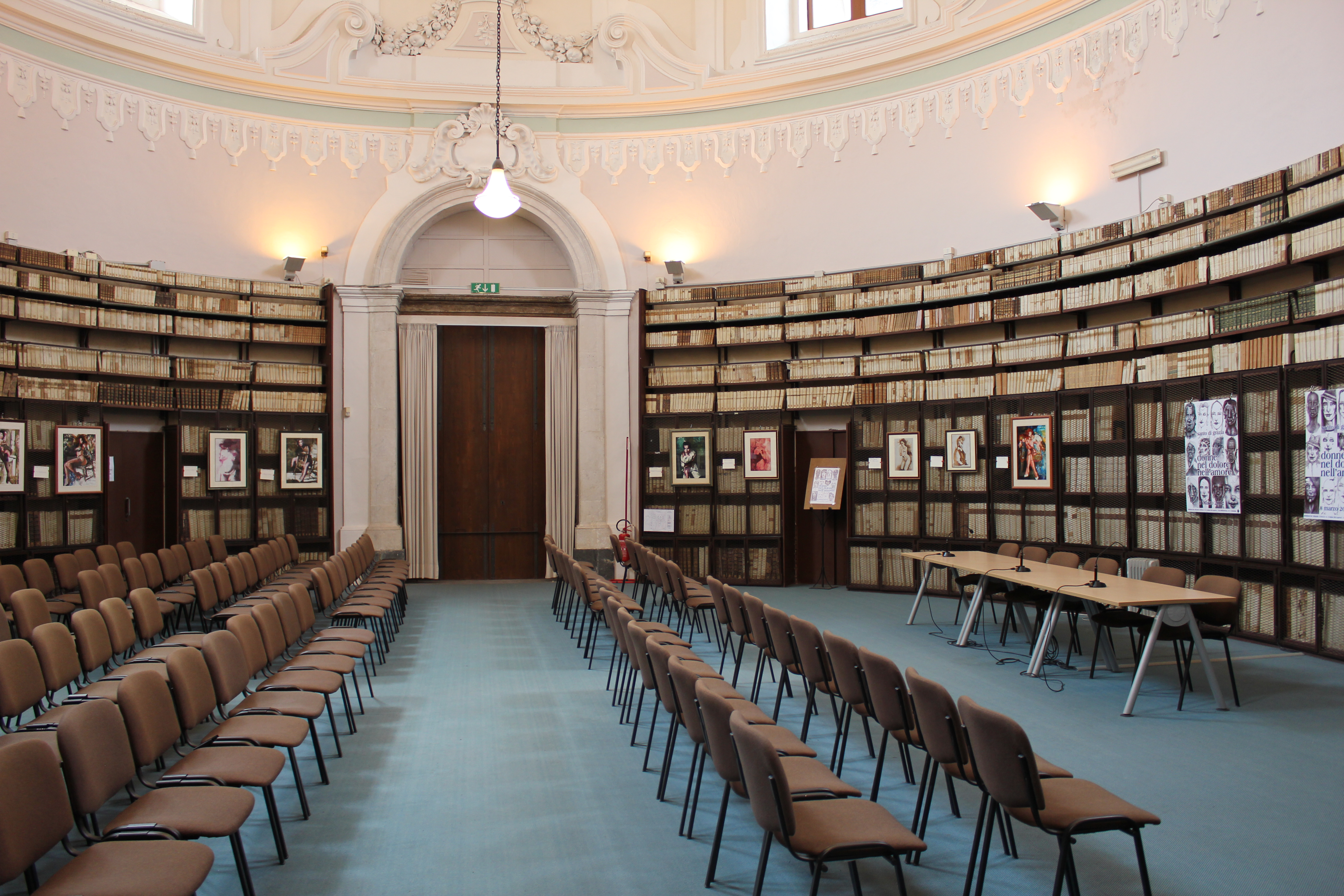
Refettorio piccolo

Le Biblioteche occupano parte dell'ala nord del monumentale settecentesco ex-Monastero dei benedettini, che accoglie anche il Sacrario dei caduti e la chiesa di San Nicolò. Il complesso monastico è sede anche del Dipartimento di Scienze Umanistiche dell'Università degli Studi di Catania. Le biblioteche riunite occupano i locali originali della Libreria benedettina, i locali dell'ex Museo benedettino, la "Sala Guttadauro", il Refettorio piccolo detto anche "Sala rotonda", il cosiddetto "Corridoio dell'Elefante", il Cellerario nella zona Nord del Monastero per complessivi 1540 m² al netto delle murature.

## Storia

### Origini della Biblioteca Civica
La fondazione dell'istituzione sotto la denominazione di «Biblioteca Civica» di Catania nacque da una fusione: venivano assorbite la Biblioteca benedettina o Libreria dei PP. Cassinesi dell'Abbazia Cassinese di San Nicolò l'Arena, un monastero benedettino, le Librerie delle soppresse Congregazioni religiose catanesi, la Biblioteca-Museo Mario Rapisardi.
La Biblioteca Civica di Catania deve il maggior numero di volumi soprattutto dall'ex libreria dei padri benedettini.
L'ordine di San Benedetto – presente in Catania già dal 1115, con la fondazione del piccolo monastero femminile, fondato dal vescovo Angerio –, prevedeva tra i suoi precetti anche la raccolta del patrimonio letterario per preservarne la memoria, cui si aggiungeva l'attività di copisti amanuensi.
La Libreria cassinese di Catania, probabilmente, viene iniziata intorno all'anno 1578, cioè da quando i monaci si trasferirono da Nicolosi al plesso (ancora in costruzione) nel «quartiere della Cipriana», portando in processione la reliquia del Santo Chiodo il 9 febbraio 1578. Questa collezione, sorta forse da un primo nucleo di libri provenienti dal cenobio nicolosita, si arricchì di nuove acquisizioni fino al sisma del 1693, quando venne persa una parte dei volumi. Notevole sviluppo della Libreria rifondata si ha nel corso del Settecento. La Biblioteca benedettina venne incamerata dal nuovo Regno d'Italia nel 1866, insieme a tutti i beni ecclesiastici.
La struttura divenne di proprietà comunale nel 1869. Nel 1893 fu nominato "bibliotecario onorario", Federico De Roberto, che scrisse molte pagine del suo romanzo I Viceré, da uno scrittoio a schiena d'asino, ancora custodito nella Sala Guttadauro della Biblioteca. Nel 1925 Giuseppe Villaroel ebbe dal comune l'incarico della risistemazione del museo o "Antiquarium comunale" e della Biblioteca.
Insieme alla Libreria furono annesse le collezioni delle altre congregazioni religiosi catanesi soppresse nel 1866, incamerate tra i beni del nascente Regno d'Italia, costituendo la prima biblioteca civica da un nucleo di volumi di provenienza religiosa.
L'altra principale collezione costituente la biblioteca civica, la Biblioteca-Museo di Mario Rapisardi, fu invece frutto di raccolta privata, acquisita nel 1914. 
Storici responsabili dell'intero patrimonio furono dall'11 luglio 1872 il canonico Giuseppe Coco Zanghì e dal 1878 il canonico Francesco Fisichella e nel 1902 Carmelo Ardizzoni, che ricoprì il ruolo di archivista comunale. Successivamente ne fu direttore dal 1907 al 1923 Vincenzo Finocchiaro.

### La Biblioteca Benedettina oLibreriadei Padri Cassinesi

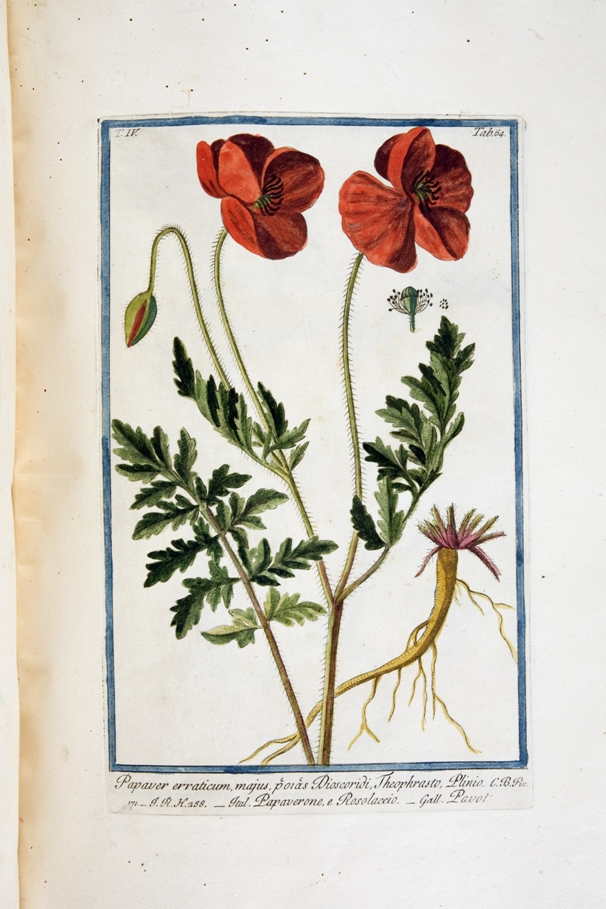
Erbario a stampa di Liberato Sabbati, 1772.

Il Fondo librario originario delle Biblioteche Riunite "Civica e A. Ursino Recupero", apparteneva all'ex-Monastero benedettino di San Nicolò l'Arena e si inquadra nel movimento di rinnovamento promosso a Catania da Giacomo De Soris, abate del suddetto monastero nel XIV secolo. In seguito alle leggi eversive del 1866, la Biblioteca benedettina divenne Biblioteca comunale e destinataria dei 20.000 volumi delle disciolte congregazioni religiose catanesi (1868). Ma, sfrattati gli ultimi 46 monaci nel 1867, il patrimonio librario rimase in preda all'umido ed ai vandali fino al 1872, anno della rinascita della Biblioteca.
Nel 1578 i monaci benedettini si trasferirono a Catania dal loro cenobio sull'Etna, occupandosi della Biblioteca con grande impegno. Nel 1593 l'abate Romano Giordano, pose la prima pietra, e l'opera fu completata nel 1629 per le cure dell'abate Gregorio Motta, risultando così grande da superare ogni altra biblioteca di Catania. Passati appena quindici giorni dal catastrofico terremoto del 1693, i monaci realizzarono un abituro in legno per riporvi i libri e dare un luogo di lettura agli studiosi sopravvissuti. Nella successiva opera di ricostruzione del monastero, la Biblioteca fu una delle principali attività dei benedettini catanesi: dopo una serie di scelte non proprio felici, venne alloggiata in quella che è oggi chiamata "Sala Vaccarini", dal nome dell'autore del suo progetto, l'architetto Giovan Battista Vaccarini, inaugurata nel 1773. Fondatore della Biblioteca fu il ricco monaco Niccolò Riccioli e Paternò (1695-1783), che nel monastero insegnò filosofia e teologia morale, e, per quaranta anni tenne una cattedra di teologia nell'Università degli studi catanese. Non risparmiò spese per l'allestimento della Sala, e, soprattutto, "per fornirla di ogni specie di libri", come scrive Francesco di Paola Bertucci nella sua "Guida del Monastero dei PP. cassinesi di Catania" (1846).
Della precedente consistenza della Biblioteca, abbiamo notizia da Vito Maria Amico e Statella (1697-1762), storico e abate dello stesso monastero, il quale documenta che nel 1733 contava 4.600 volumi attinenti a varie scienze, 600 dei quali erano stati donati dall'abate Anselmo Daniele. Molti dei vecchissimi manoscritti che facevano parte dei fondi del precedente monastero erano invece scomparsi tra le rovine del terremoto del 1693.
Oltre al Riccioli, all'Amico e al Daniele, figura cardine per la formazione e lo sviluppo della Biblioteca del Monastero di San Nicolò nei decenni centrali del Settecento, fu il priore Placido Scammacca (1700 -1787), che ad essa insieme al museo, dislocato nelle stanze vicine, dedicò tutte le sue cure. L'interesse rivolto dal priore al museo e alla biblioteca è ben rappresentato nel suo ritratto, custodito nel Museo Civico del Castello Ursino, in cui abbraccia, per così dire, una pelike magnogreca (apula per l'esattezza) e, alle sue spalle due scaffali colmi di volumi in folio. Scammacca contribuì in due modi alla fioritura della Biblioteca del Monastero. In primo luogo, nel corso della sua permanenza romana negli anni quaranta del Settecento, provvide all'acquisto di codici miniati, manoscritti e incunaboli, che, giunti a Catania destarono subito l'ammirazione di tutti i visitatori, accrescendo così il prestigio del Monastero com'era nei desideri di tutti i monaci. Tra i codici miniati di particolare valore la Bibbia latina del XIII-XIV secolo attribuita a Pietro Cavallini, che Scammacca scovò presso uno dei tanti venditores librorum presenti nella Roma settecentesca, e lo Officium Beatae Mariae Virginis del XV secolo, sul cui foglio di guardia si legge il nome del monastero catanese, quello del priore e la data dall'acquisto: "Romae 1750". L'altro modo in cui Scammacca contribuì alla crescita della Biblioteca fu meno appariscente, ma forse anche più significativo, se si pensa agli studi e alle ricerche dei monaci, specialmente nel campo dell'antiquariato. A lui risale infatti l'acquisto, con fondi del monastero, s'intende, di tante opere, come, per dare solo un esempio, dei tre volumi di Giovan Battista Passeri Picturae Etruscorum in vasculis (1767-1775), indispensabili per lo studio delle collezioni di antichità conservate nel museo benedettino. Molto probabilmente dovette allora essere proprio Scammacca a far trasferire, con grande lungimiranza, dalla Biblioteca alla quinta stanza del museo i libri necessari per lo studio degli antichi manufatti, libri che ancora negli anni quaranta dell'Ottocento in cui Bertucci scrisse la sua Guida vi facevano bella mostra di sé.
Dopo la morte di Scammacca nel 1787, s'individua un deciso calo nell'acquisto di volumi di antiquariato da parte dei monaci, sostituiti da testi pertinenti alle scienze naturali, in sintonia con i mutamenti culturali dell'illuminismo. Figura emblematica di una tale trasformazione può essere ritenuta quella del già citato Emiliano Guttadauro per il quale, secondo quanto scrive ancora il Bertucci, "la botanica era la scienza che formava tutta la sua applicazione, e lo special diletto". Il dotto monaco pertanto, non solo si adoperò per dotare il monastero di "un orto [...] ove potrebbe viemmeglio fare le sue osservazioni", ma riuscì anche ad indirizzare gli acquisti della Biblioteca verso le opere di scienze naturali che poi custodiva nel suo gabinetto.
Non sorprende allora che il monastero possedesse quasi tutte le opere del Linneo (1707-1778), varie edizioni delle "Species plantarum al Systema naturae alla Flora Suecica", e possedesse ancora nelle più, varie edizioni delle opere di botanici e scienziati come, Ferrante Imperato, Fabio Colonna, Francesco Cupani, Paolo Silvio Boccone, Giovanni Alfonso Borelli, Giovanni Battista Ferrari, Filippo Arena, Filippo Ingrassia, o le opere a stampa di Pietro Andrea Mattioli e Athanasius Kircher. A loro vanno aggiunti i due erbari di Liberato Sabbati – uno con essiccata (cioè che comprende tra le tavole una versione appunto essiccata delle piante che descrive): la "Collectio nonnullarum plantarum quae in horto medico Sapientiae Romanae luxuriantur", 1740-1751, in cinque volumi e l'altro a stampa,"Hortus Romanus", 1772-1793, in otto volumi che furono fatti arrivare a Catania da Placido Scammacca, e, con molta probabilità, con le loro tavole e i loro esemplari essiccati, furono all'origine della passione botanica di Guttadauro. Una passione questa che venne perseguita nel monastero soprattutto da Francesco Tornabene (1813-1897), il quale nel 1843 ottenne la cattedra di botanica nell'Università degli studi catanese e successivamente vi avrebbe creato l'Orto Botanico. Ma Tornabene al monastero fu anche bibliotecario in un momento di rapida crescita delle acquisizioni che seppe adeguatamente fronteggiare, senza tralasciare la valorizzazione del patrimonio librario affidatogli. Scrisse infatti, tra l'altro, sugli incunaboli e sui codici botanici posseduti dalla biblioteca. Il 25 ottobre 1866 in seguito alle leggi eversive ebbe fine la vita del monastero di San Nicolò l'Arena.
Al momento del passaggio in mano pubblica del monastero, venne acquisita, insieme all'archivio e al museo, anche la biblioteca, ricca ormai di 80.000 volumi, tra cui le donazioni di monaci dediti al sapere come Anselmo Daniele, Vito Maria Amico, Emiliano Guttadauro. Divenuta la componente fondamentale delle Biblioteche Riunite “Civica e A. Ursino Recupero”, la Biblioteca del Monastero di San Nicolò l'Arena, con la sua ricca collezione libraria, assume il ruolo di testimonianza concreta dell'evoluzione culturale della città. Tra le personalità illustri che frequentarono e consultarono la biblioteca cassinese si ha notizia di Goethe, Wagner, Liszt e lo Zar Alessandro II di Russia.

### La Biblioteca–Museo Mario Rapisardi

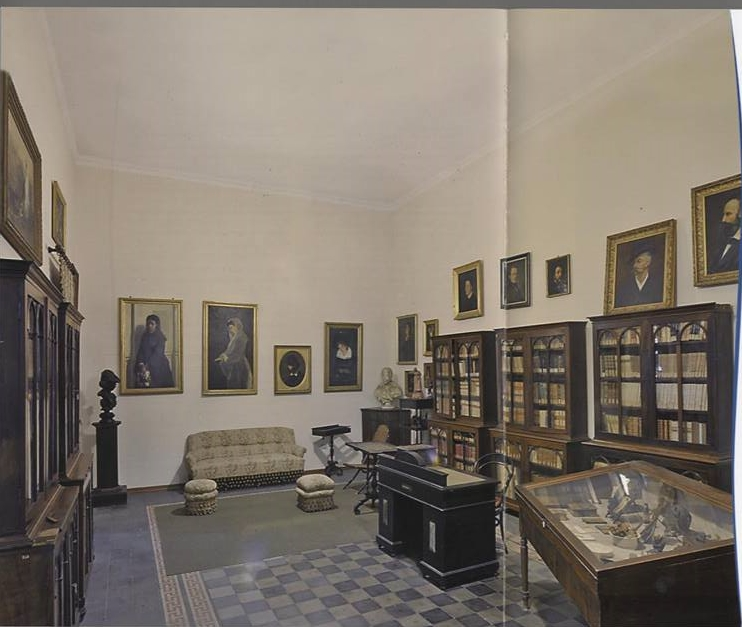
Museo-Biblioteca Mario Rapisardi.

Dal 1914, dopo la morte di Mario Rapisardi, inizia a custodire i beni del poeta, passati di mano al Consiglio direttivo della Seconda Esposizione Agricola Siciliana direttamente prelevati dagli eredi, per donarli al Comune, preservando non solo libri ma anche cimeli. Una raccolta di 3.565 volumi ed opuscoli comprese le sei librerie a vetri che li contenevano, e un corpus di 3.800 lettere costituenti un nutrito carteggio; accanto ai manoscritti del poeta, allo scrittoio, alla sua poltrona, ai mobili ed agli oggetti affettivi che formavano il suo studio, sono conservati anche alcuni quadri ad olio.
La raccolta di Mario Rapisardi, fatta confluire dall'Amministrazione Comunale nella biblioteca Civica, riunisce armonicamente le opere più importanti, non solo della letteratura italiana, delle letterature antiche e moderne, ma anche le opere più notevoli relative agli studi filosofici, religiosi e politico-sociali che il poeta raccolse e custodì con amore, nonché altre opere inviategli in omaggio dagli autori con dediche autografe, tra le quali si trovano quelli dei maggiori letterati e scienziati del tempo.
Nella Biblioteca di Mario Rapisardi non figura alcun testo di diritto, pur essendo stato suo padre un uomo colto e preparato che esercitò la professione di procuratore legale. Nel 1944, dal 25 al 27 febbraio, le Biblioteche Riunite "Civica e A. Ursino Recupero", hanno esposto una parte del materiale della "Biblioteca-Museo di Mario Rapisardi" in una mostra dedicata al poeta, nel primo centenario della sua nascita. Il Museo ospitato nella sala fronteggiante l'ex-museo benedettino, oggi ingresso della Biblioteca, costituisce un'importante sezione delle Biblioteche Riunite, sia per il valore dei libri rari e pregevoli, per l'epistolario inedito, che per le memorie del passato cittadino che essi custodiscono.
Tra le edizioni rare, moderne e antiche, ricordiamo le opere latine del Petrarca, stampate a Venezia nel 1503 da Simone da Pavia, detto Bevilacqua, e contenente infine il "Bucolicum Carmen", impresso anch'esso a Venezia da Marco Horigano, con la data errata del 1416, che, probabilmente, va letta 1496. Del Petrarca, inoltre, vi sono tre pregevoli edizioni cinquecentine di Sonetti e Canzoni, con l'esposizione del Vellutello, edita a Venezia nel 1563, delle opere stampate a Basilea nel 1581 e la bellissima edizione di Sonetti e Canzoni con l'esposizione di G. A. Gesualdo, edita a Venezia nel 1533. Delle altre rare edizioni vi sono le opere di Machiavelli, stampate a Roma nel 1550, la Gerusalemme Liberata del Tasso nelle edizioni di Napoli 1582 e di Genova del 1590, le Rime e le Satire di Ariosto stampate a Venezia da G. Giolitto de Ferrari nel 1567. L'Orlando Furioso, stampato pure a Venezia dal Valgrisi nel 1580, e la rarissima edizione del Pontano, stampata a Basilea nel 1530, in 3 volumi; l'Opus macaronium del Folengo, stampata ad Amsterdam nel 1768 e i due volumi Della Famosissima Compagnia della lesina, stampati a Venezia nel 1767.
Tra i classici latini e greci spiccano tre incunaboli, stampati a Venezia, le opere di Ovidio per Cristoforo de Pensis del 1498, la Farsaglia di Lucano stampata con i caratteri tipografici del Bevilacqua del 1493, e le opere di Orazio col commento di Cristoforo Landino del 1493. Tra le cinquecentine citiamo le opere di Cicerone, in caratteri aldini, l'Argonauta di Valerio Flacco edito a Venezia nel 1501, le Noctes Acticae del Gallio (Aulo Gellio), stampate da Sebastiano Grifo nel 1550, le opere di Platone interpretate da Marsilio Ficino edite a Lugduni nel 1557, e poi ancora "Rerum gestarum libri" di Ammiano Marcellino nella edizione di Parigi del 1554, le Vite di Plutarco impresse a Basilea nel 1549, "le Opere" di Giovenale annotate dal Poliziano a Milano nel 1514, le Historiae di Tito Livio uscite dai torchi dell'officina Frobenia di Basilea nel 1535 e ancora altri.

### La Biblioteca Ursino Recupero
La Biblioteca "Ursino Recupero" rispecchia gli interessi politico-letterari del barone e conserva testi siciliani ed in particolare catanesi, dalla fine del XVIII secolo agli inizi del XIX. Molti di questi testi furono donati personalmente dal barone e quindi sono autografi.
Il fondo del barone Antonio Ursino Recupero è ricco di nove incunaboli e 316 cinquecentine, fra le quali ricordiamo "De successione feudalium" del Cumia, al quale si deve l'introduzione della stampa a Catania. Tra le opere moderne ricordiamo Il Duomo di Monreale del Gravina con le sue meravigliose tavole a colori e I Carbonari della montagna di Giovanni Verga, stampati a Catania tra il 1861 ed il 1862, in quattro volumi, dalla Tipografia Galatola. Oltre ai circa 19.000 opuscoli, alla raccolta di giornali catanesi e siciliani, ai fogli volanti, notevole importanza per la storia locale sono i 621 manoscritti inventariati dal Casagrandi e tra i quali figurano quelli di Alessandro Recupero, Vito Coco, Domenico Tempio, Venerando Gangi, Giuseppe e Francesco Bertuccio, Vincenzo Bondice, Pasquale Castorina, Francesco Strano, Domenico Strano, Carlo Gemmellaro, ecc.
Una pregevole collezione di questa Biblioteca, è costituita infine dalla raccolta dei libretti delle opere liriche italiane rappresentate a Catania nei primi decenni dell'Ottocento, nello scomparso Teatro Comunale G. Coppola.

### La fondazione delle Biblioteche Riunite "Civica e A. Ursino Recupero"

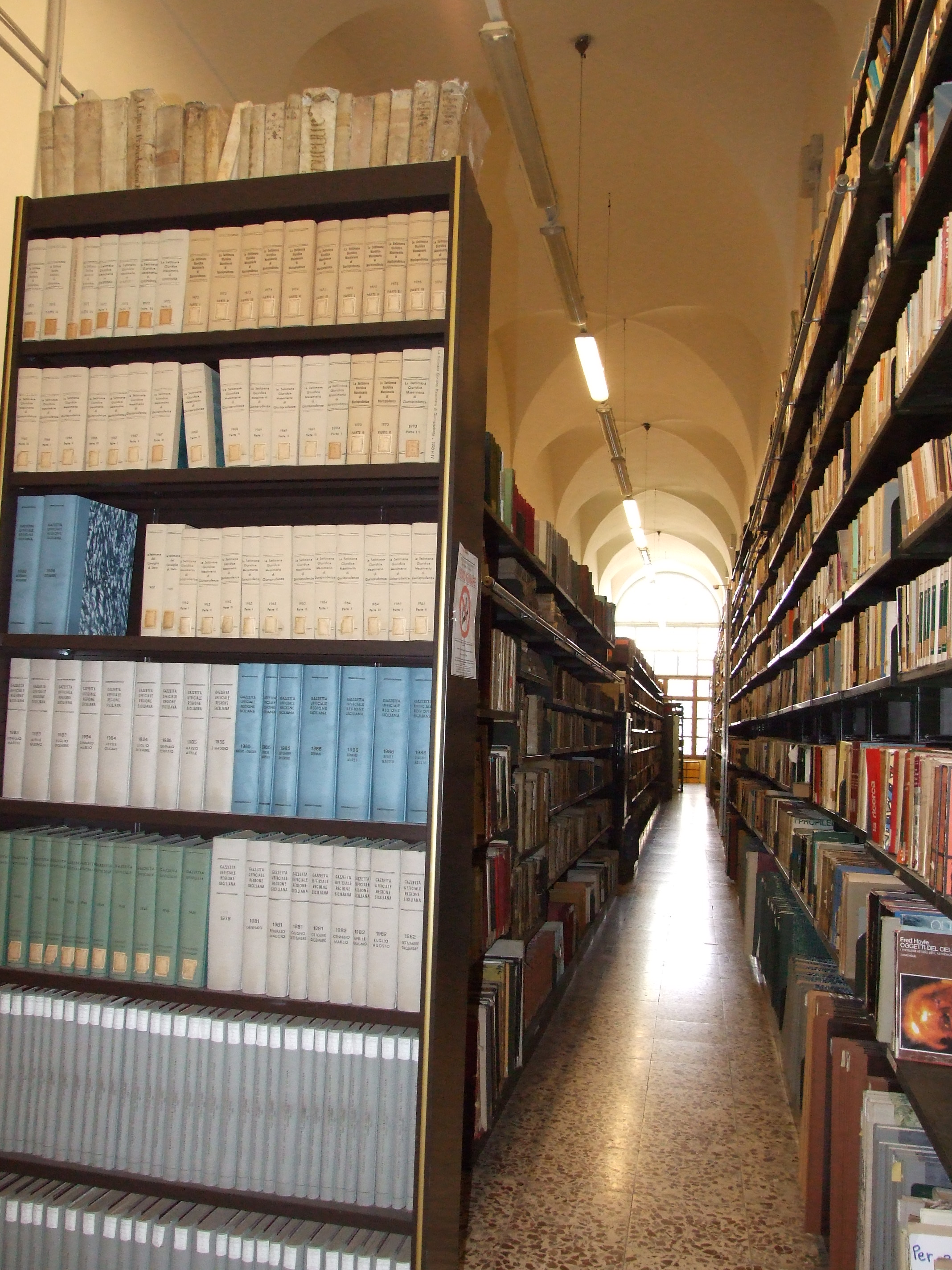
Corridoio dell'Elefante.

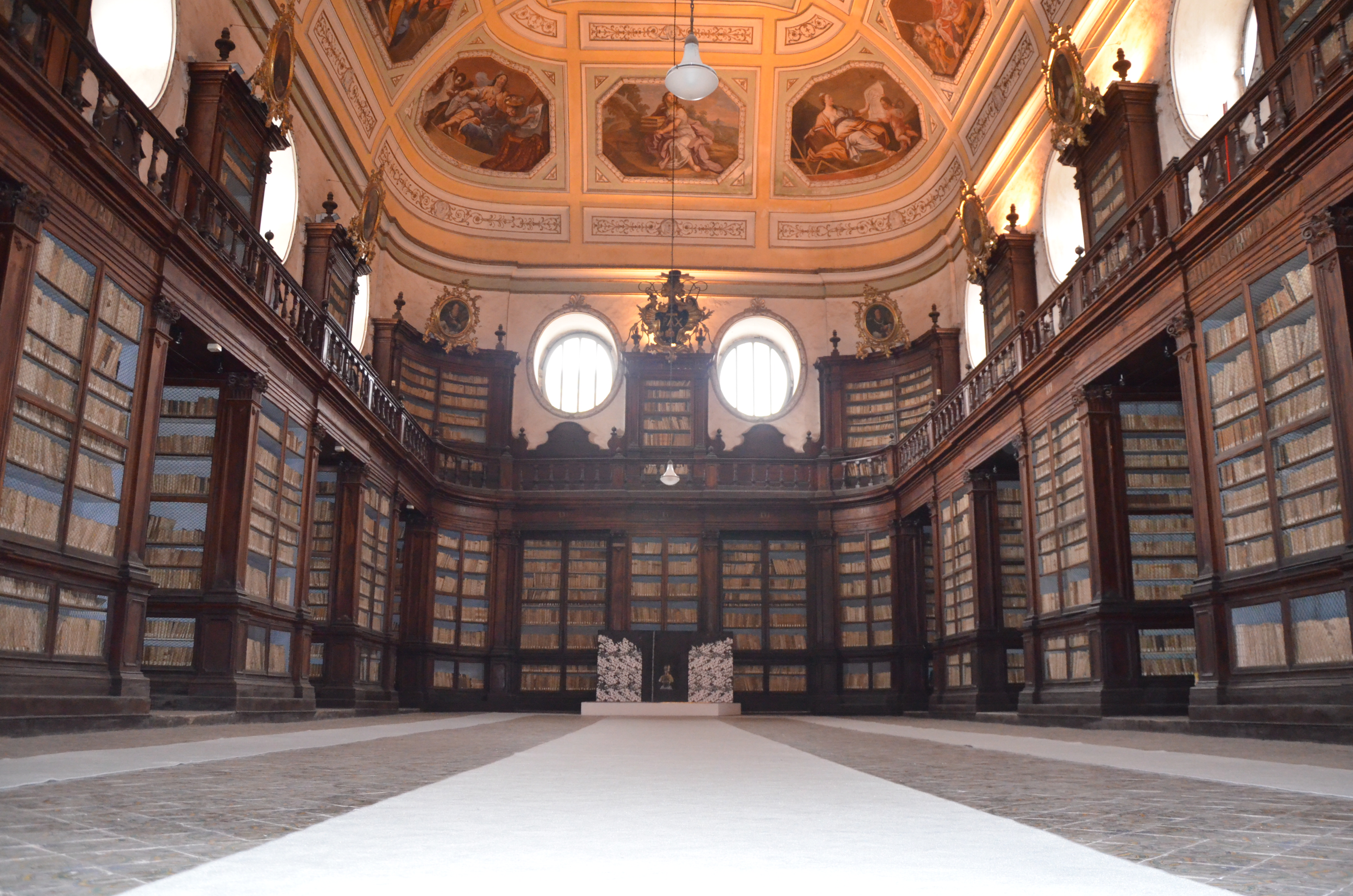
"Sala Vaccarini".

Le Biblioteche Riunite "Civica e A. Ursino Recupero" nascono quindi dalla fusione della Biblioteca Civica con la Biblioteca del barone Antonio Ursino Recupero, in relazione al suo testamento del 27 marzo 1924, comprendente circa 41.000 pezzi di carattere siciliano, nonché con i libri e i fondi che perverranno all'Ente stesso in dono o per acquisto dopo tale data. Le due biblioteche vennero costituite nel 1931 – data in cui ne fu approvato lo statuto come Ente Morale, e modificato nel 1958; quindi successivamente abrogato e sostituito dal nuovo Statuto nel 1969 –, e riunite di fatto sul finire del 1933 con il trasferimento della "Ursino Recupero" presso la Comunale. Ultimati i lavori di restauro e di arredo degli ambienti, la biblioteca venne finalmente inaugurata il 28 ottobre 1934. Oggi raccoglie prevalentemente pubblicazioni e materiale bibliografico di interesse locale e siciliano, per oltre 270.000 volumi. Sono patrimonio della biblioteca, inoltre, codici miniati, manoscritti, pergamene, incunaboli, cinquecentine, erbari (secchi, dipinti, e a stampa), fogli volanti, disegni, giornali e periodici, fotografie, cartoline illustrate e altre forme di stampa. La Biblioteca si trova ubicata presso un edificio, l'ex complesso monastico di San Nicolò l'Arena, incluso tra i complessi monumentali della città, riconosciuto dall'UNESCO quale Patrimonio dell'Umanità, ed è fulcro della vita culturale di Catania. Furono Direttori delle biblioteche riunite dal maggio 1931 al 1950, Orazio Viola, già bibliotecario della Biblioteca universitaria, dal 1951 al 1956 Filippo Di Benedetto, dal 1956 al 1968 Elvira Ursino, dal 1968 al 1998 Maria Alessandra Salmeri e dal 1998 è attualmente Rita Angela Carbonaro.
Le due biblioteche oggi offrono, oltre agli spazi dedicati alla lettura, una serie di servizi tra i quali informazioni bibliografiche, visite guidate, tirocini e stage, manifestazioni culturali di vario genere, convegni, eventi espositivi e altre attività legate alla valorizzazione dei beni librari e in generale culturali.

## Patrimonio librario

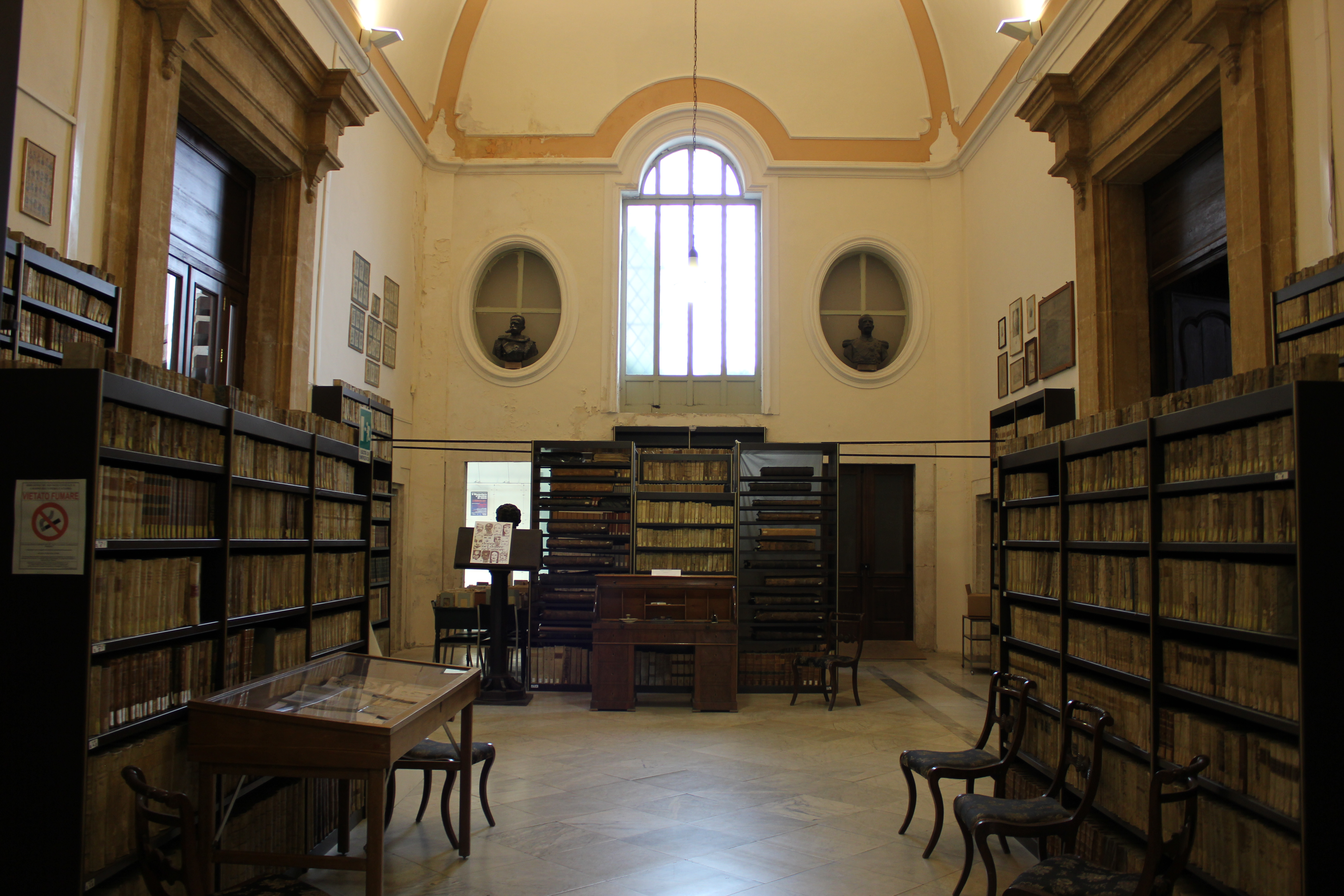
"Sala Guttadauro" e scrittoio di Federico De Roberto.

Il patrimonio delle Biblioteche Riunite "Civica e A. Ursino Recupero" è costituito da oltre 270.000 volumi ed è particolarmente diversificato, in quanto costituito da codici e libri che coprono i più svariati campi del sapere biblico, patristico, liturgico, giuridico, letterario, artistico, scientifico, musicale e conserva una notevole collezione di pergamene medievali, corali, incunaboli, cinquecentine, erbari secchi e dipinti del Settecento, lettere e carteggi, stampe e fogli volanti, periodici e giornali, disegni, fotografie e altre forme di stampa.
Il fondo più ricco e prezioso è tuttora quello dei padri benedettini di San Nicolò l'Arena, cui appartengono una Bibbia miniata latina dei secoli XIII - XIV attribuita a Pietro Cavallini, un Officium B.M.V. (Beata Vergine Maria) del XV secolo, un Salterio del XIII secolo, un Martirologio del XIII secolo, un Calendario in caratteri ebraici del Rabbino Emmanuel del XIII secolo, un De Priapea del XV secolo redatto in scrittura crittografica. Al Fondo Ursino Recupero appartiene la Miscellanea datata 1478 di contenuto prevalentemente musicale, fra cui Boethius, De musica, Modarius iuxta regulas artis musicae secundum Guidonem, Marchettus de Padua, Lucidarium, Prosdocimus de Beldemandis.
Le due biblioteche possiedono inoltre oltre 7.000 testate giornalistiche, in parte siciliane, e accolgono parecchi fondi privati, tra i quali il Fondo Ursino Recupero e quello della Biblioteca-Museo Mario Rapisardi. Dal 1931 ad oggi moltissimi altri fondi hanno arricchito le Biblioteche Riunite "Civica e A. Ursino Recupero": le collezioni Vincenzo Giuffrida, Ursino Trombatore, Geraci, Saverio Fiducia, il Fallico, Galante, Scammacca, Giuseppe Perrotta, G. Mirone, D'Alessandro Falzone, S. Lo Presti, Lorenzo Vigo-Fazio, Francesco Granata, Giacomini, F. Pezzino, il carteggio Vincenzo Casagrandi, i disegni di Carlo Sada, le carte rapisardiane di A. Tomaselli, C. Maugeri, E. Ferrante, il fondo musicale del maestro S. Santonocito, G. Di Marco, G. Benzoni, ecc.

## La Sala Vaccarini o Libreria dei PP. Cassinesi
La Sala Vaccarini o Libreria dei PP. Cassinesi (Libreria dei monaci benedettini) progettata da Giovanni Battista Vaccarini a pianta ovale e arricchita da un pavimento in maiolica di Vietri e da un soffitto affrescato, è completamente arredata con scaffali contenenti libri rari e di pregio dei secoli XVII- XIX. La sequenza degli spazi vaccariniani, dal corridoio del Noviziato alla grande Biblioteca, è uno dei pochi esempi dell'architettura del Settecento catanese in cui la libertà dalle rigide regole trattatistiche, dalla simmetria e dalla staticità, trovano espressione.
In questo vastissimo ambiente rettangolare la luce che penetra dalle finestre laterali illumina uniformemente le pareti, lungo le quali si distendono gli scaffali lignei sui quali sono disposti i libri. Al ballatoio, pure in legno, che corre lungo l'ordine superiore degli scaffali, separati l'uno dall'altro da comode panche, si accede con una scaletta di legno situata sulla destra dell'ingresso. Al di sopra della cornice, che chiude in alto le librerie, corre una serie di dodici medaglioni incorniciati contenenti ritratti dei Santi Padri della Chiesa. Un cornicione policromo determina la volta, ripartita in grandi riquadri affrescati da Giovanni Battista Piparo che vi rappresentò le allegorie delle Virtù, delle Arti e delle Scienze. L'arredo della Sala è completato dal pavimento d'epoca realizzato in ceramica napoletana.
L'impianto originario, sia per esigenze funzionali che per modesti adattamenti dei committenti, si articolava in spazi segregati, cucina e museo, e in sequenze con cerniera nell'antirefettorio. Le mutate destinazioni d'uso hanno portato ad una fruizione dinamica e articolata che coinvolge tutti gli spazi.
La Sala Vaccarini è l'unico ambiente del monastero che si conserva pressoché integro nella configurazione originaria. Oltre la conservazione degli elementi connotativi dello spazio si conserva ancora il ricco e raro patrimonio librario. Agli scaffali curvi nei quattro angoli della sala è affidato il compito di fare scivolare lo sguardo da una parete all'altra conferendo dinamicità a tutto l'impianto.